# Juan Luis Gómez Frieiro
Juan Luis Gómez Frieiro es un realizador y editor español nacido en La Coruña.

## Trayectoria
En 1998 alterna sus estudios de radiodiagnóstico con la edición de cortos, montando las imágenes en analógico. En 2001 ingresa en la Escuela de Imagen y Sonido de Vigo donde cursa Realización de Audiovisuales (2001-2003) En Vigo centra su interés en la realización de programas y en la edición mediante la plataforma Avid, dirigiendo y editando diversos proyectos formativos, y asistiendo a formación complementaria de guion documental y guion cinematográfico en la Escuela Superior de Artes Cinematográficas de Galicia (EGACI). (2001-2002)
En 2003 forma parte de la plantilla de Telecoruña Canal Galicia como editor y realizador de programas. Paralelamente realiza cortometrajes y videoclips, donde dirige y produce Perceberantes (2005), la primera película gallega sobre temática de bodyboard que se comercializa en España.
Al cierre de emisiones de Telecoruña Canal Galicia entra a formar parte de Distrivisión.tv, el primer canal de distribución de contenidos para TDT de España, donde trabaja como editor de Avid (2006-2012).
En el 2010 dirige el documental "Bodyboard, un juego de niños" el primer documental de bodyboard español que traspasa fronteras; durante su producción entrevista al nueve veces campeón mundial de la disciplina, Mike Stewart.
En 2010 gana su primer premio internacional en el IV Festival Internacional Kutxa de San Sebastián por el corto "Algo pasa con Mariano" protagonizado por Diego Piñeiro y por Marta López, concursante de Gran Hermano 12.
En el 2013 crea Condecórate, mobiliario y objetos de diseño escandinavo de mitad del siglo XX, perteneciendo a la colección piezas originales de diseñadores de la talla de Ilmari Tapiovaara o Tapio Wirkkala, piezas destinadas a estudios de interiorismo, alquiler para producciones audiovisuales y espectáculos. Sus piezas se pudieron ver en el Teatro Colón de La Coruña (obra de teatro Cabaret Sin Piedad), y en el programa Sólo Moda de TVE dirigido por Nieves Álvarez.

## Premios
Primer premio corto ganador del IV Festival Internacional Gatza Kutxa por "Algo pasa con Mariano". San Sebastián (2010)
Premio a la mejor Edición del IV Festival Internacional Gatza Kutxa por "Le llaman Bodyboard". San Sebastián (2010)

## Créditos audiovisuales
Director de "Perceberantes" (2005)
Realizador y editor del programa "Deporte Total". Telecoruña (2006)
Realizador y editor de informativos. Telecoruña (2006)
Editor de "Motor en Vivo". Carisma Multimedia (2006)
Realizador y editor del programa "Galerías". Telecoruña (2006)
Director y productor de "Bodyboard, un juego de niños" (2010)
Fotógrafo de la exposición individual "Coruña Líquida" (2011)
Director y editor de "Ao mal tempo boa cara" Programa piloto para TVG (2012)